# Jon Sallinen
Jon Sallinen (Helsinki, 13 novembre 2000) è uno sciatore freestyle finlandese, specializzato nell'halfpipe.

## Biografia
Specializzato nell'halfpipe e attivo in gare FIS dal novembre 2015, Sallinen ha debuttato in Coppa del Mondo il 13 dicembre 2020, giungendo 27º a Copper Mountain e ha ottenuto il suo primo podio, nonché la sua prima vittoria, il 20 gennaio 2023, imponendosi a Calgary.
In carriera ha preso parte a una rassegna olimpica e a una iridata.

## Palmarès

### Mondiali
- 1 medaglia:
  - 1 argento (halfpipe a Bakuriani 2023)

### Winter X Games
- 1 medaglia:
  - 1 bronzo (superpipe ad Aspen 2023)

### Coppa del Mondo
- Miglior piazzamento nella classifica generale di freestyle: 49º nel 2022
- Miglior piazzamento nella Coppa del Mondo di halfpipe: 3º nel 2024
- 3 podi:
  - 1 vittoria
  - 1 secondo posto
  - 1 terzo posto

#### Coppa del Mondo - vittorie
| Data            | Luogo   | Paese  | Disciplina |
| --------------- | ------- | ------ | ---------- |
| 20 gennaio 2023 | Calgary | Canada | HP         |

Legenda:

HP = Halfpipe